# Línies de Bizkaibus
Aquest és un article sobre les línies de Bizkaibus en funcionament, gestionades per diferents empreses: 

## Línies des de Bilbao
Aquesta és una lista de les línies d'autobusos de Bizkaibus que surten de Bilbao.
- Carrer Bailén

| Línia (nom oficial) | Línia (nom oficial)                                              | Freqüència (en minuts) | Empresa      |
| ------------------- | ---------------------------------------------------------------- | ---------------------- | ------------ |
| A3613               | Bilbao - Ugao o Arrigorriaga (fins a Arrigorriaga els diumenges) | 60                     | TCSA         |
| A3621               | Bilbao - Basauri - Galdakao                                      | 30                     | TCSA         |
| A3622               | Bilbao - Basauri - San Miguel - Arrigorriaga - Zaratamo          | 90                     | TCSA         |
| A3623               | Bilbao - Etxebarri - San Antonio                                 | 60                     | TCSA         |
| A3631               | Bilbao - Galdakao - Larrabetzu                                   | 20 / 60 (Larrabetzu)   | TCSA         |
| A3632               | Bilbao - Basauri - San Miguel (per Begoña/tik)                   | 30                     | TCSA         |
| A3918               | Orozko - Arrigorriaga - Bilbao                                   | 60                     | PESA Bizkaia |
| A3928               | Artea - Arrigorriaga - Bilbao                                    | -                      | PESA Bizkaia |
| A3929               | Zeberio - Arrigorriaga -Bilbao                                   | -                      | PESA Bizkaia |

- Plaça Biribila (junt a BBK)

| Línia (nom oficial) | Línia (nom oficial)               | Freqüència (en minuts) | Empresa |
| ------------------- | --------------------------------- | ---------------------- | ------- |
| A3521               | Bilbao - Hospital de Santa Marina | 60                     | CAV     |

- Plaça Zabalburu

| Línia (nom oficial) | Línia (nom oficial)                         | Freqüència (en minuts) | Empresa |
| ------------------- | ------------------------------------------- | ---------------------- | ------- |
| A2312               | Zabalburu - UPV/EHU (per Juan de Garay/tik) | -                      | TCSA    |

- Estació d'Abando

| Línia (nom oficial) | Línia (nom oficial)                                                | Freqüència (en minuts) | Empresa       |
| ------------------- | ------------------------------------------------------------------ | ---------------------- | ------------- |
| A2314               | Bilbao - Erandio Goikoa - UPV/EHU                                  | 30                     | TCSA          |
| A2322               | Bilbao - Erandio - Astrabudua - UPV/EHU                            | 60                     | TCSA          |
| A2324               | Bilbao - UPV/EHU (Per Enekuri/tik)                                 | -                      | TCSA          |
| A3115               | Bilbao - Santurtzi                                                 | 20                     | TCSA          |
| A3122               | Bilbao - Sestao - Repélega/Errepelega                              | 60                     | TCSA          |
| A3136               | Bilbao - Cruces/Gurutzeta - Barakaldo (per Retuerto/Errekaortutik) | 30                     | TCSA          |
| A3137               | Bilbao - Barakaldo (per Hurtado Amezaga/tik)                       | 30                     | TCSA          |
| A3144               | Bilbao - Cruces/Gurutzeta - Barakaldo (per Ugarte/tik)             | 30                     | TCSA          |
| A3336               | Muskiz - Bilbao (per Ortuella/tik)                                 | 60                     | Encartaciones |
| A3337               | Muskiz - Bilbao (per N-634/tik)                                    | 60                     | Encartaciones |
| A3340               | Muskiz - Abanto-Zierbena - Bilbao (por Autopista/tik)              | 60                     | Encartaciones |
| A3514               | Bilbao - Amorebieta - Gernika                                      | 30                     | CAV           |
| A3515               | Bilbao - Amorebieta - Gernika - Bermeo                             | 30                     | CAV           |
| A3911               | Durango - Lemoa - Hospital de Galdakao - Bilbao                    | 60                     | PESA Bizkaia  |
| A3912               | Eibar - Ermua - Durango - Lemoa - Hospital de Galdakao - Bilbao    | 60                     | PESA Bizkaia  |
| A3917               | Zeanuri - Lemoa - Hospital de Galdakao - Bilbao                    | 60                     | PESA Bizkaia  |
| A3925               | Ubide - Otxandio - Lemoa - Bilbao                                  | 60                     | PESA Bizkaia  |

- Gran Via Don Diego López de Haro (davant El Corte Inglés)

| Línia (nom oficial) | Línia (nom oficial)                                  | Freqüència (en minuts) | Empresa |
| ------------------- | ---------------------------------------------------- | ---------------------- | ------- |
| A3151               | Bilbao - Santurtzi - Portugalete (per autopista/tik) | 30                     | TCSA    |

- Estació d'Autobusos (Termibus)

| Línia (nom oficial) | Línia (nom oficial)                                                     | Freqüència (en minuts) | Empresa            |
| ------------------- | ----------------------------------------------------------------------- | ---------------------- | ------------------ |
| A0651               | Bilbao - Balmaseda                                                      | 30                     | ADNOR              |
| A2153               | Bilbao - Loiu - Aiartza                                                 | 60                     | Autobuses de Lujua |
| A2318               | Termibus - UPV/EHU (per autopista/tik)                                  | 30/60                  | TCSA               |
| A3247               | Bilbao - Aeropuerto                                                     | 20                     | TCSA               |
| A3341               | Bilbao - Güeñes - Respalditza                                           | 120/240                | Encartaciones      |
| A3342               | Bilbao - Sodupe - Artziniega                                            | 60                     | Encartaciones      |
| A3343               | Bilbao - Sodupe                                                         | 60/120                 | Encartaciones      |
| A3414               | Bilbao - Getxo (per Túnels d'Artxanda)                                  | 20                     | EuskoTren          |
| A3512               | Bilbao - Lekeitio (per autopista/tik)                                   | 60                     | CAV                |
| A3513               | Bilbao - Hospital de Galdakao - Gernika - Ea - Lekeitio                 | 120                    | CAV                |
| A3523               | Bilbao - Hospital de Galdakao - Gernika - Aulestia - Lekeitio - Mendexa | 120/240                | CAV                |
| A3915               | Ondarroa - Durango - Bilbao (per autopista/tik)                         | 60                     | PESA Bizkaia       |
| A3916               | Ondarroa - Ermua - Bilbao (per autopista/tik)                           | 60                     | PESA Bizkaia       |
| A3923               | Elorrio - Durango - Bilbao (per autopista/tik)                          | 60                     | PESA Bizkaia       |
| A3926               | Eibar - Ermua - Bilbao (per autopista/tik)                              | 60                     | PESA Bizkaia       |
| A3927               | Zeanuri - Lemoa - Bilbao (per autopista/tik)                            | 60                     | PESA Bizkaia       |
| A3930               | Galdakao - Bilbao (por autopista/tik)                                   | 30                     | PESA Bizkaia       |
| A3933               | Durango - Bilbao (por autopista/tik)                                    | 60                     | PESA Bizkaia       |

- Alguns serveis de la línia 3916 arriben a Mutriku (Guipúscoa)
- Alguns serveis de la línia 3923 arriben a Arrasate (Guipúscoa)

- Carrer Sendeja

| Línea (nom oficial) | Línea (nom oficial) | Freqüència (en minuts) | Empresa |
| ------------------- | ------------------- | ---------------------- | ------- |
| A3216               | Bilbao - Artxanda   | 60                     | TCSA    |
| A3223               | Bilbao - Larrabetzu | 60                     | TCSA    |

- Plaça Moyúa

| Línia (nom oficial) | Línia (nom oficial)                                                    | Freqüència (en minuts) | Empresa |
| ------------------- | ---------------------------------------------------------------------- | ---------------------- | ------- |
| A3224               | Bilbao - Derio - Parque Tecnológico/Teknologi Elkartea                 | 60                     | TCSA    |
| A3225               | Bilbao - Laukiz                                                        | 120                    | TCSA    |
| A3250               | Bilbao - Parque Tecnológico/Teknologi Elkartea (per Túnels d'Artxanda) | 15/30/60               | TCSA    |
| A3516               | Bilbao - Mungia (per autopista/tik)                                    | 30                     | CAV     |
| A3517               | Bilbo - Derio - Laukariz - Mungia / Bilbo - Derio - Bolatoki - Mungia  | 60/60                  | CAV     |
| A3518               | Bilbao - Mungia - Bakio (per autopista/tik)                            | 60                     | CAV     |
| A3527               | Bilbao - Mungia - Bermeo (per autopista/tik)                           | 60                     | CAV     |

- Plaça de l'Ensanche (junt a Mapfre)

| Línia (nom oficial) | Línia (nom oficial)       | Freqüència (en minuts) | Empresa   |
| ------------------- | ------------------------- | ---------------------- | --------- |
| A3411               | Bilbao - Getxo            | 30                     | EuskoTren |
| A3413               | Bilbao - Getxo - Aizkorri | 60                     | EuskoTren |

- Santutxu

| Línia (nom oficial) | Línia (nom oficial)                    | Freqüència (en minuts) | Empresa |
| ------------------- | -------------------------------------- | ---------------------- | ------- |
| A2321               | Santutxu - UPV/EHU (por autopista/tik) | 30/60                  | TCSA    |

## Altres línies a laCiudad Universitaria de Leioa-Erandio(UPV/EHU)
| Línia (nom oficial) | Línia (nom oficial)                           | Freqüència (en minuts) | Empresa      |
| ------------------- | --------------------------------------------- | ---------------------- | ------------ |
| A2161               | Puente Colgante - UPV/EHU                     | 15/30                  | TCSA         |
| A2162               | Getxo (Andramari) - UPV/EHU (por Algorta/tik) | 60                     | TCSA         |
| A2163               | Erandio - UPV/EHU                             | -                      | TCSA         |
| A2164               | Getxo - UPV/EHU (por Av. Chopos/tik)          | -                      | TCSA         |
| A2315               | Santurtzi - UPV/EHU                           | 30/60                  | EuskoTren    |
| A2316               | Sestao - UPV/EHU                              | 60                     | EuskoTren    |
| A2326               | Barakaldo - UPV/EHU                           | 30/60                  | EuskoTren    |
| A2336               | Muskiz - UPV/EHU                              | -                      | EuskoTren    |
| A2610               | Galdakao - UPV/EHU (POR TÚNELES)              | 60                     | TCSA         |
| A2611               | Ugao - Basauri - Etxebarri - UPV/EHU          | -                      | TCSA         |
| A3525               | Gernika - Zornotza - UPV/EHU                  | -                      | CAV          |
| A3528               | Bermeo - Mungia - Derio - UPV/EHU             | -                      | CAV          |
| A3924               | Ermua - Durango - UPV/EHU                     | -                      | PESA Bizkaia |

## Resta de línies
| Línia (nom oficial) | Línia (nom oficial)                                         | Freqüència (en minuts) | Empresa            |
| ------------------- | ----------------------------------------------------------- | ---------------------- | ------------------ |
| A0652               | Balmaseda - Lanestosa                                       | -                      | ADNOR              |
| A2151               | Las Arenas/Areeta - Larrabetzu                              | 60                     | Autobuses de Lujua |
| A3129               | Lutxana - Cruces/Gurutzeta - Santurtzi                      | 15                     | TCSA               |
| A3131               | Barakaldo - Sestao - Repélega/Errepelega                    | 60                     | TCSA               |
| A3135               | Sestao - Kabieces                                           | 15                     | TCSA               |
| A3139               | El Regato/Mendierreka - Barakaldo                           | 60                     | TCSA               |
| A3141               | Cruces - Bagatza - Funicular de Valle de Trápaga/Trapagaran | 30                     | TCSA               |
| A3142               | Santurtzi - Barakaldo - Retuerto/Errekaortu - Kareaga       | 20                     | TCSA               |
| A3248               | Astrabudua - Erandio Goikoa - Sondika                       | 30                     | TCSA               |
| A3321               | Portugalete - Playa La Arena/Ondarra - Muskiz               | 60                     | Encartaciones      |
| A3322               | Bº San Juan - Santurtzi                                     | 30                     | Encartaciones      |
| A3323               | Portugalete - Galdames                                      | 120                    | Encartaciones      |
| A3331               | Sestao - Valle de Trápaga/Trapagaran                        | 60                     | Encartaciones      |
| A3332               | Trapagaran - Santurtzi                                      | 30                     | Encartaciones      |
| A3333               | Gallarta - Santurtzi                                        | 20                     | Encartaciones      |
| A3334               | Santurtzi - Balmaseda                                       | 120                    | Encartaciones      |
| A3335               | Muskiz - Sestao                                             | 60                     | Encartaciones      |
| A3338               | Muskiz - Barakaldo - Las Arenas/Areeta                      | 30                     | Encartaciones      |
| A3422               | Las Arenas/Areeta - Berango (C.C. Artea)                    | 60                     | EuskoTren          |
| A3451               | Las Arenas/Areeta - Armintza                                | 60                     | EuskoTren          |
| A3471               | Getxo - Cruces/Gurutzeta (per Fadura/tik)                   | 60                     | EuskoTren          |
| A3472               | Areeta/Pte.Colgante - Cruces/Gurutzeta                      | 60                     | EuskoTren          |
| A3499               | Plentzia - Gorliz                                           | 18/20                  | EuskoTren          |
| A3519               | Gernika - Mungia                                            | 150                    | CAV                |
| A3522               | Mungia - Derio - Cruces/Gurutzeta                           | 60/120                 | CAV                |
| A3524               | Bermeo - Bakio (invierno en taxi)                           | 60V/120I               | CAV                |
| A3526               | Gernika - Laida - Laga - Ibarrangelu                        | -                      | CAV                |
| A3526               | Gernika - Nabarniz - Ereño                                  | -                      | CAV                |
| A3526               | Gernika - Ajangiz - Mendata                                 | -                      | CAV                |
| A3526               | Gernika - Errigoiti                                         | -                      | CAV                |
| A3529               | Mungia - Gamiz-Fika                                         | -                      | CAV                |
| A3530               | Mungia - Meñaka - Arrieta                                   | -                      | CAV                |
| A3531               | Sopelana - Mungia - Gatika                                  | 60                     | CAV                |
| A3641               | Arrigorriaga - Hospital de Galdakao                         | 45                     | TCSA               |
| A3913               | Arrazola - Durango                                          | 60                     | PESA Bizkaia       |
| A3914               | Elorrio - Durango                                           | 60                     | PESA Bizkaia       |
| A3919               | Orozko - Arrigorriaga - Hospital de Galdakao                | 60/120                 | PESA Bizkaia       |
| A3920               | Orduña/Urduña - Arrigorriaga - Hospital de Galdakao         | 180                    | PESA Bizkaia       |
| A3922               | Etxebarria - Markina - Arbatzegi (en Taxi)                  |                        |                    |
| A3931               | Garai - Durango                                             | -                      | PESA Bizkaia       |
| A3932               | Galdakao - Metro Basauri                                    | 10/30                  | PESA Bizkaia       |

- Alguns serveis de la línia 3919 arriben a Baranbio (Araba)